# داگلاس (میشیگان)
داگلاس، میشیگان (به انگلیسی: Douglas, Michigan) یک شهر در ایالات متحده آمریکا با جمعیت ۱٬۲۳۲ نفر است که در میشیگان واقع شده‌است.

## موقعیت جغرافیایی
موقعیت جغرافیایی شهرها و مناطق اطراف به شرح زیر است: